# Guillermo Chaves Chaves
Guillermo Chaves Chaves (Ipiales, Nariño, Colombia, 26 de febrero de 1896-Nueva York, 5 de septiembre de 1956) fue un abogado, congresista, académico y jurisconsulto colombiano.
Fue autor de importantes leyes, como la primera Ley de Derechos de Autor y propiedad Intelectual en Colombia, y fue uno de los propulsores de la creación del departamento de Chocó. También fue gestor y promotor de la igualdad jurídica de la mujer en Colombia.

## Primeros años y estudios
El doctor Guillermo Chaves Chaves nació en Ipiales, Colombia, el 26 de febrero de 1896. Fueron sus padres: don Jesús Chaves Cabrera y doña Mercedes Chaves Bravo; tuvo cuatro hermanos: Virgilio, Rogelia de Mazuera, Mariana de Pérez y Victoria de Revelo. Sus primeros estudios los hizo en el Colegio San Felipe Neri y Sucre de su ciudad natal, los prosiguió en el Liceo de la Universidad de Nariño, donde se graduó de Bachiller, y luego se graduó de Bachiller en Filosofía y Letras en la Universidad del Cauca en 1916. En el año de 1919 contrajo matrimonio con doña Leonila Bustos Estupiñán, con quien procreó 12 hijos, falleció su esposa el 4 de febrero de 1984 en la ciudad de Cali, siendo la primera mujer Concejal en Nariño, además de Vicepresidenta del Concejo Municipal de Ipiales. 

## Estudios de leyes
En 1920 emprendió viaje a Bogotá, e ingresó a estudiar en la Universidad Externado de Colombia, la cual por motivos políticos fue cerrada y debió finalizar sus estudios en la Universidad Libre de Colombia en 1924, fundada por el general Benjamín Herrera. Obtuvo las más altas notas, de 5 sobre 5, siendo altamente elogiado por sus profesores y condiscípulos; al respecto la prensa de la época señala: 

"Ante el distinguido cuerpo de examinadores, compuesto por los doctores Luis Felipe Rosales, Eduardo Rodríguez Piñeres, Hernán Copete y del rector de la Universidad, Dr. Miguel Arteaga, presentó su grado el distinguido hijo de Ipiales, Guillermo Chaves Ch., sobre el difícil punto de derecho titulado Nulidades, tesis que sostuvo con acopio  de buenos argumentos y en el cual pone de relieve su diferencia de ideas acerca de ese punto con las emitidas por la Corte Suprema de Justicia. Chaves Chaves es uno de los alumnos que más se han distinguido en los claustros de la Universidad y como bien lo dijo uno de sus examinadores, podría servir de ejemplo a las nuevas generaciones que se educan. (…) Al Terminar la oración el doctor Arteaga H., un respetable grupo de nariñenses y demás condiscípulos, enloquecidos de entusiasmo, se abalanzó sobre el doctor Chaves y lo abrazaron en medio de atronadores aplausos de la numerosa concurrencia. Anoche un grupo numeroso de sus condiscípulos, obsequiaron en los comedores del Hotel Continental con una comida, al nuevo togado, en el cual reinaron la cordialidad y la alegría más completa". 

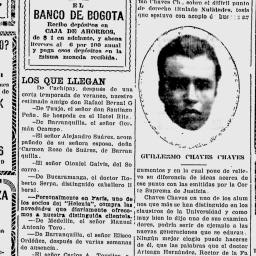
Facsímil, El Tiempo, 21 de octubre de 1924.

También el vespertino capitalino Mundo al Día recogió la noticia: 
“La Universidad Libre acaba de conferirle el título de doctor en Derecho y Ciencias Sociales al señor Guillermo Chaves Chaves, joven de los más aventajados en la República. Dados los méritos que distinguen al nuevo doctor, los elogios que de él se hagan resultan inútiles, y por eso tan sólo nos limitamos a repetir las palabras proferidas por el doctor Eduardo Rodríguez Piñeres con relación a este grado: El grado de Chaves es un motivo de plácemes para la ciencia jurídica, y un motivo de orgullo para la Facultad que le dio vida intelectual".
Y en la tesis de grado, su Presidente anota: 
"Supo el autor de la génesis de nuestro derecho y ha estudiado sus fuentes: de ahí que el presente trabajo sea de Civil comparado, la más alta evolución de las elucubraciones jurídicas. Al tratar de un asunto comienza el autor exponiendo las bases eternas de la legislación romana, principalmente tal como se concretaron en las Institutas de Justiniano; habla en seguida del antiguo Derecho Español, del de Las Partidas del Rey Sabio; estudia después el Derecho Francés, el de todos los pueblos europeos modernos y el nuestro, y compara todo aquel material, y critica y deduce, todo con grande acierto y con criterio que asombra. 

Tantas son las ideas del autor, que el presente trabajo se sale de la esfera de una tesis de grado y se presenta con todos los contornos de un libro vasto y profundo. Diríase que lo escribió un hombre encanecido en el estudio. También merece aplauso en el trabajo el estilo agradable y fácil en que se halla escrito, prendas estas que sirven como de condimento y salsa en toda literatura, y que a la vez que hacen más apreciable el manjar lo hacen más alimenticio. En resumen, Señor Rector, estimo que la Tesis que comento es un trabajo magnífico, digno de ser difundido, que merece ser leído por todos los adictos a las disciplinas jurídicas severas, y que coloca a su autor a la cabeza de los jurisconsultos jóvenes de la República". 

## Vida pública
Inicia su labor como abogado litigante, siendo reconocido por la defensa jurídica que hizo especialmente a los indígenas del Pueblo Pasto, quienes reclamaban un fundo que el propio Simón Bolívar había otorgado a unos colonos y dichos indígenas habían sido desposeídos, recupuerando lo que se denominaba Llano de Piedras, en el municipio de Cumbal.
Ocupó luego varios cargos tanto en la rama judicial como en la legislativa: 
Administrador de Rentas de la ex-provincia de Obando, Juez del Circuito de Obando, Concejal, Subjefe de control de precios nacionales, Jefe Nacional de Orden Público, Abogado del Ministerio de Gobierno y de la Presidencia de la República. Fue elegido Representante por el departamento de Nariño y luego Senador de la República, en la llamada época de oro del Congreso colombiano, alternando con Jorge Eliécer Gaitán, Jorge Soto del Corral, Darío Echandía, entre muchos otros. 
Fue ahí donde se dio a conocer como un sabio del derecho y por sus posiciones de avanzada, sobre todo por la defensa de la igualdad jurídica de la mujer, presentando por tres veces consecutivas el proyecto de ley que otorgaba el sufragio universal a la mujer, pretensión que se haría realidad en 1954 durante la dictadura del general Gustavo Rojas Pinilla. El parlamentario Serrano Blanco dijo del parlamentario nariñense: “El día que en el país se conozca la preparación humanística, literaria y jurídica del doctor Guillermo Chaves Chaves, Colombia será más grande” y Navia Varón, señaló: “No hay un solo ramo de la legislación en la cual Chaves Chaves no sea una verdadera autoridad. No se sabe en qué admirarlo más: como civilista, penalista o constitucionalista". Y el historiador Vicente Pérez Silva, agrega: 
"Conviene agregar que la referida ponencia obtuvo merecidos elogios de sus colegas del parlamento, tanto liberales como conservadores, de la opinión pública en general. La conciencia jurídica del congreso, está en la cabeza del representante Guillermo Chaves Chaves” expresó el doctor Silvio Villegas, a raíz de la referida actuación. Venga en hora buena esta recordación y homenaje a nuestro coterráneo, doctor Chaves Chaves, gloria del foro colombiano y figura cimera del departamento de Nariño". 

## Académico
Como académico, fue profesor en diferentes universidades de Bogotá y profesor de la Universidad de Nariño en el área de Civil y Constitucional. Dirigió los prestigiosos cuadernos jurídicos, que fundara Plinio Mendoza Neira, quien escribió: 
"En reemplazo de los doctores Luis Felipe Latorre y Devis Echandía, primeros directores de los Cuadernos Jurídicos, asume la dirección de ellos un altísimo jurisconsulto, el profesor Guillermo Chaves Chaves, cuya carrera académica y profesional representa un largo cortejo de triunfos ininterrumpidos y brillantes. Su honda cultura jurídica y filosófica no lo ha separado de la realidad. Es un hombre fuerte y realista, que, seguro estoy de ello, sabrá mantener el brillo y la resonancia continental que la publicación alcanzó bajo la sabia inspiración y el genio de sus primeros directores. Doy al profesor Chaves mis agradecimientos por la valiosa cooperación que me presta y celebro haya quedado vinculado a la oficina de abogados que tengo el honor de presidir. Su probidad mental y de conciencia y su vasta experiencia como profesional, legislador y maestro serán de grande utilidad para el estudio de todos los problemas que en ella habrá de ocuparse en lo sucesivo. Y una garantía anticipada para los lectores de la publicación que hoy reaparece bajo su insuperable dirección". 

## Primera ley de Propiedad intelectual
Su ponencia sobre propiedad intelectual, luego ley de la República, le mereció el elogio y reconocimiento de los sectores culturales y académicos del país, Silvio Villegas, Jesús María Arias, Navia Varón, Camilo de Brigard Silva, Sanin Cano, entre otros, al respecto el maestro Guillermo León Valencia dice: 
Esta iniciativa del ilustre parlamentario Dr. Silvio Villegas tuvo su culminación feliz en la magistral ponencia y en el proyecto del Dr. Guillermo Chaves Chaves, que es, sin disputa, uno de los más vigorosos criterios jurídicos con que cuenta el país. La ponencia y el proyecto constituyen ya un verdadero estatuto que regula y protege la propiedad intelectual en nuestra patria. Por eso los Doctores Villegas y Chaves Chaves son acreedores a la gratitud pública por esta admirable iniciativa a favor del esfuerzo intelectual que en Colombia afortunadamente, equivale a proteger el esfuerzo público, ya que nuestra patria es ante todo tierra de intelectuales y artistas, cuya significación es en el panorama intelectual del continente, inclusive del mundo en determinados casos, nos eleva a prodigiosas alturas".
Otras de sus preocupaciones fueron el concurso de ley de indulto en los sucesos del 9 de abril de 1948, la mayoría de edad a los 18 años, la creación del Ministerio de Justicia, y la creación del departamento del Chocó."El Chocó guarda gratitud hacia los ilustres parlamentarios que en una u otra ocasión han apoyado el proyecto de su liberación administrativa: Hernando Navia Varón, Guillermo León Valencia, Guillermo Chaves Chaves".

## Obras
- Comentarios al Código Civil y de Comercio,
- Disposiciones que reglamentan el sistema colombiano sobre control de precios,
- Sentencia: No hay esclavos en Colombia, doce tomos de Derecho Constitucional Comparado y
- Múltiples ensayos que aparecen publicados en diferentes medios de Latinoamérica, como su ensayo Bolívar Civil.

## Últimos días
En 1956 emprende viaje a la ciudad de Nueva York, buscando la cura para el cáncer. Murió el 5 de septiembre de ese año, en el New York Memory, y sus restos reposan en el cementerio católico The Calvary. Así lo registraba el periodista Enrique Pantoja Muñoz, a los seis meses de su muerte:
"Se cumple en este mes de marzo el primer semestre de la muerte del Dr. Chaves Chaves, acaecida en New York, donde el ilustre jurisconsulto había viajado en un supremo esfuerzo por conservar la vida, que se le iba a pasos agigantados en busca del ignorado más allá. Pocos hombres tan meritorios como este coloso del derecho, y muy pocos tan desafortunados e incomprendidos como él. Dueño de un extraordinario talento, de una asombrosa preparación, con magníficas oportunidades de conquistar posiciones y honores a que era merecedor, Chaves Chaves rindió la jornada en un islote del olvido, lejos del ruido de las muchedumbres, distante del Ágora, rodeado únicamente de los grandes afectos de su vida, pero supremamente consolado con la presencia de Cristo, sobre cuyas llagas reclinó su apolínea cabeza pensadora para dormir ese sueño sin sueños que es la muerte. 
Periodista y filósofo; literato y sociólogo, Maestro del derecho por sobre todo lo demás, Chaves Chaves dejó impresa una profunda huella en los anales jurídicos del país. Sus intervenciones parlamentarias fueron recibidas con respeto por amigos y adversarios que se inclinaban ante las desconocidas tesis que él exponía con la natural elegancia con que lo hacía ante sus discípulos de la Universidad de Nariño, muchos de los cuales han hecho gala de marcada ingratitud para con la memoria de su antiguo profesor. Juan Lozano y Lozano, Fernando Londoño, Silvio Villegas, Diego Luís Córdoba, Augusto Ramírez Moreno, Manuel Serrano Blanco, entre otros muchos, dejaron consignada su admiración por las labores que Chaves Chaves realizó en el Congreso. A raíz de su muerte, la prensa nacional destacó la personalidad del ilustre ipialeño, rememorando las actividades más sobresalientes de su fecunda aunque corta vida pública en el panorama nacional. La mayoría de las entidades culturales de Nariño guardaron silencio ante el deceso de esta figura que verdaderamente dio gloria y honor al departamento. Ni un decreto de honores, que no importa un maravedí, ni una trivial resolución que tampoco exige mayor esfuerzo, registraron el funerario acontecimiento.

A Guillermo Chaves Chaves se lo trataba de ignorar hasta más allá de la tumba; quería negársele el más pequeño tributo de un recuerdo; todavía sus gratuitos adversarios se ensañaban sobre la invencible personalidad del invencible Negro, esgrimando las pobres armas de una indiferencia cobarde de mezquino precio humano. Pero a pesar de todo esto, la memoria de Chaves Chaves perdurará en el corazón de cuantos supimos quererle y admirarlo; ella se agiganta cada día a medida que los postulados democráticos que él defendió con inteligencia y valor se van acentuando en las conciencias de las multitudes". 